# Eocuma cochlear
Eocuma cochlear är en kräftdjursart som beskrevs av Le Loeuff och Andre Intes 1972. Eocuma cochlear ingår i släktet Eocuma och familjen Bodotriidae. Inga underarter finns listade i Catalogue of Life.